# Paul Verlaine

Monument în memoria lui Paul Verlaine, Jardin du Luxembourg, Paris

Paul Verlaine (n. 30 martie 1844, Metz, Franța – d. 8 ianuarie 1896, Paris, Franța) a fost un poet francez. Aparține curentului simbolist și este unul dintre cei mai citiți dintre poeții francezi.
Verlaine este privit de simboliștii francezi ca șef al curentului. A dus o viață de boem, de „poet blestemat”, ceea ce contrastează în planul creației cu aspirația spre puritate și candoare. Versurile de început („Poeme saturniene”, 1866), cu reminiscențe din parnasieni și din Baudelaire, afirmă tonul său inegalabil prin viziunea dramatică asupra lumii, prin înclinația către melancolie, prin căutarea armoniilor.
Verlaine cultiva o lirică a sentimentelor intime, a variatelor stări sufletești, într-o atmosferă crepusculară și vagă. Sunt versuri care se sustrag retoricii, de o armonie muzicală sugestivă, așa cum o demonstrează volumele sale: „Romanțe fără cuvinte” (1874), considerat cel mai valoros, „Înțelepciune” (1881), „Odinioară și altădată” (1885), „Iubire” (1888), „Elegii” (1893) și altele.
Paul Verlaine afirma că arta înseamnă a fi absolut tu însuți și formulează, în versurile celebre din „Arta poetică” (1855), notele caracteristice ale esteticii simbolismului: „Muzica înainte de toate”; „Sucește gâtul elocinței”; „Nuanță, nicidecum culoare”.